# Евалд Окас
Евалд Карлович О̀кас (на естонски: Evald Okas; на руски: Эвальд Карлович Окас) е естонски художник и график на социалистическия реализъм.

## Биография
Роден е на 28 ноември 1915 г. в Талин. През 1941 г. завършва Естонската академия на изкуствата. През 1944 – 1993 г. преподава в Института на изкуството на Естонската ССР в Талин.
Умира на 30 април 2011 г. в Талин.